# Mistrovství Evropy v boxu 1977
XXII. Mistrovství Evropy v boxu proběhlo na zimním stadionu v Halle, Německá demokratická republika ve dnech 28. května až 5. června 1977. Organizátorem turnaje mistrovství Evropy byla Evropská amatérská boxerská asociace (EABA), v jejímž čele stál Nizozemec Johannes Hofmann.

## Informace a program turnaje
- seznam účastníků

Turnaj mistrovství Evropy v amatérském (olympijském) boxu začal v sobotu 28. května losováním pavouku jednotlivých váhových kategorií. Pavouk se losoval dvakrát, kvůli reprezentantům Norska, kteří se do turnaje mistrovství Evropy přihlásili v průběhu prvního losování. Losování nedopadlo pro československé boxery dobře, mimo Svatopluka Žáčka, který měl v prvním kole volný los a ve čtvrtfinále ho čekal přijatelný soupeř z výkonnostně slabší evropské země.
Mezi hlavní favority se řadili boxeři ze Sovětského svazu, Německé demokratické republiky, Polska a Rumunska. Československo procházelo v polovině sedmdesátých let výsledkovou krizí, která gradovala neúčastí jediného boxera na olympijských hrách v Montréalu v roce 1976. Země mimo východní blok tradičně zastupovali ani ne dvacetiletí boxeři, kteří amatérské turnaje v boxu brali jako vstupenku mezi profesionály.
Na mistrovství Evropy startovalo celkem 146 boxerů z 27 zemí. Všech jedenáct váhových kategorii obsadily reprezentace Německé demokratické republiky, Polska a Rumunska. Sovětský svaz nastoupil nakonec v 10 lidech. V lehké váze do 60 kg nenastoupil ze zdravotních důvodů Vasilij Solomin.
Souboje v ringu začaly úderem patnácté hodiny na zimním stadionu v Halle v neděli 29. května a končily finálovými boji v neděli 5. června.
- NED – 29.05.1977 – vyřazovací boje
- PON – 30.05.1977 – vyřazovací boje
- ÚTE – 31.05.1977 – vyřazovací boje
- STŘ – 01.06.1977 – vyřazovací boje
- ČTV – 02.06.1977 – vyřazovací boje
- PÁT – 03.06.1977 – vyřazovací boje
- SOB – 04.06.1977 – volný den
- NED – 05.06.1977 – finále všech váhových kategorií

## Československá stopa
Nominace na mistrovství Evropy v Halle byla oznámena po republikovém mistrovství v Karlových Varech. Původní šestici nominovaných doplnil před začátkem mistrovství Evropy dříve zraněný Ladislav Resl. Rereprezentace se připravovala v Teplýšovicích na Benešovsku pod vedením Josefa Malíka a sekundanta Tibora Löwa.
- −48 kg – Václav Horňák (*1957) ze SVS FMV (TJ Rudá hvězda Ústí nad Labem)
- −54 kg – Miroslav Vrba (*1955) ze SVS FMV (TJ Rudá hvězda Ústí nad Labem) – nestihl doléčit zranění nosu z dubnové velké ceny Bulharska
- −57 kg – Tibor Stojka (*1955) ze SVŠ MV ČSZTV Bratislava (TJ OSP Galanta)
- −60 kg – Ladislav Konečný (*1955) z ASVS Dukla Olomouc
- −67 kg – Rostislav Osička (*1956) z ASVS Dukla Olomouc
- −71 kg – Miroslav Pavlov (*1956) ze SVŠ MV ČSZTV Bratislava (TJ Spartak Dubnica nad Váhom)
- −75 kg – Svatopluk Žáček (*1954) ze SVS FMV (TJ Rudá hvězda Ústí nad Labem)
- +81 kg – Ladislav Resl (*1954) ze SVS FMV (TJ Rudá hvězda Ústí nad Labem)

Pro všech sedm československých reprezentantů šlo o premiéru na velké sportovní akci a výsledky z posledních let nedávaly naděje k finálové účasti. Překvapením bylo vítězství Václava Horňáka nad domácím reprezentantem Dietmarem Geilichem a výborný výkon a vítězství Tibora Stojky nad Italem Carlo Russollilem. Velmi dobrými výkony se prezentovali i Ladislav Konečný a Rostislav Osička, jejichž nasazení však na favorizované soupeře z Polska a Rumunska nestačilo. Nejlepším československým boxerem byl podle novin Československý sport Miroslav Pavlov, jehož výkon ve druhém kole proti olympijskému vítězi Jerzy Rybickému patřil k příslibům československého boxu do budoucna. Jedinou medaili přivezl Svatopluk Žáček, jemuž stačilo zvítězit v jednom zápase nad Rakušanem Erwinem Pucherem, v semifinále však prohrál před časovým limitem s domácím Berndem Wittenburgem.

## Výsledky
podrobné výsledky
| Muži     | Zlato                    | Stříbro                  | Bronz                   | Bronz                     |
| -------- | ------------------------ | ------------------------ | ----------------------- | ------------------------- |
| –48 kg   | Henryk Średnicki (POL)   | Georgi Georgiev (BUL)    | Anatolij Kljujev (URS)  | Philippe Sutcliffe (IRL)  |
| –51 kg   | Leszek Błażyński (POL)   | Oleksandr Tkačenko (URS) | Nuri Eroğlu (TUR)       | Plamen Kamburov (BUL)     |
| –54 kg   | Stefan Förster (GDR)     | Teodor Dinu (ROU)        | Manfred König (FRG)     | Dimitar Pechlivanov (BUL) |
| –57 kg   | Richard Nowakowski (GDR) | Roman Gotfryd (POL)      | Viktor Rybakov (URS)    | Titi Tudor (ROU)          |
| –60 kg   | Ace Rusevski (YUG)       | Christian Zornow (GDR)   | Abdel Kerzazi (FRA)     | René Weller (FRG)         |
| –63,5 kg | Bogdan Gajda (POL)       | Ulrich Beyer (GDR)       | Mehmet Bogujevci (YUG)  | Calistrat Cuțov (ROU)     |
| –67 kg   | Valerij Limasov (URS)    | Karl-Heinz Krüger (GDR)  | Vasile Cicu (ROU)       | Plamen Jankov (BUL)       |
| –71 kg   | Viktor Savčenko (URS)    | Markus Intlekofer (FRG)  | Kalevi Marjamaa (FIN)   | Jerzy Rybicki (POL)       |
| –75 kg   | Leonid Šapošnykov (URS)  | Bernd Wittenburg (GDR)   | Svatopluk Žáček (TCH)   | Ilijan Angelov (BUL)      |
| –81 kg   | Davit Kvačadze (URS)     | Ottomar Sachse (GDR)     | Rauno Pellikainen (FIN) | János Győrffy (ROU)       |
| +81 kg   | Jevgenij Gorstkov (URS)  | Jürgen Fanghänel (GDR)   | Mircea Șimon (ROU)      | Atanas Suvandžiev (BUL)   |

## Medailová bilance
V boxu se rozdělilo celkem 11 sad medailí.
| Pořadí | Stát                                   |       | Muži    | Muži  | Muži | Celkem |
| Pořadí | Stát                                   | Zlato | Stříbro | Bronz |      | Celkem |
| ------ | -------------------------------------- | ----- | ------- | ----- | ---- | ------ |
| 1.     | Sovětský svaz (URS)                    |       | 5       | 1     | 2    | 8      |
| 2.     | Polsko (POL)                           |       | 3       | 1     | 1    | 5      |
| 3.     | Východní Německo (GDR)                 |       | 2       | 6     | 0    | 8      |
| 4.     | Jugoslávie (YUG)                       |       | 1       | 0     | 1    | 2      |
| 5.     | Bulharská lidová republika (BUL)       |       | 0       | 1     | 5    | 6      |
| 5.     | Rumunská socialistická republika (ROU) |       | 0       | 1     | 5    | 6      |
| 7.     | Západní Německo (FRG)                  |       | 0       | 1     | 2    | 3      |
| 8.     | Finsko (FIN)                           |       | 0       | 0     | 2    | 2      |
| 9.     | Turecko (TUR)                          |       | 0       | 0     | 1    | 1      |
| 9.     | Československo (TCH)                   |       | 0       | 0     | 1    | 1      |
| 9.     | Francie (FRA)                          |       | 0       | 0     | 1    | 1      |
| 9.     | Irsko (IRL)                            |       | 0       | 0     | 1    | 1      |
| Celkem | Celkem                                 |       | 11      | 11    | 22   | 44     |

## Dozvuky mistrovství Evropy
Turnaj se z organizátorského hlediska vydařil. Medaili získalo celkem 12 zemí s převahou Sovětského svazu a domácí Německé demokratické republiky. Československo patřilo ze zemí východního bloku společně s Maďarskem k horším. Hlavní důvod byl spatřován v opomíjení nových tréninkových metod, které razily trend větší fyzické zdatnosti sportovce. Boxer má mít mimo dobrých nohou i silný úder a v tomto směru českoslovenští reprezentanti na své soupeře z východního bloku ztráceli. Reprezentační trenér Josef Malík spatřoval hlavní problém v trénovanosti v jednotlivých oddílech, kde na pořádný trénink není čas a krátké reprezentační srazy v Teplýšovicích nedokáží fyzické manko dohnat. Z oddílů se ještě donedávna ozývalo, že boxer sílu nepotřebuje, není přece vzpěrač a že také nemusí běhat, protože není atlet.
Tyto slova byla vyslyšena na zasedání prosincovém ČÚV ČSTV, kde předseda boxerského svazu František Salák přišel s návrhem, že vybraní boxeři zařazeni do olympijské přípravy nesmí startovat v lize a na přeborech za své oddíly. Nabitý program ligových zápasů a přeborů totiž bránil svědomitější fyzické přípravě reprezentantů.